# Rafnia axillaris
Rafnia axillaris är en ärtväxtart som beskrevs av Carl Peter Thunberg. Rafnia axillaris ingår i släktet Rafnia och familjen ärtväxter. Inga underarter finns listade i Catalogue of Life.